# ステビオシド
ステビオシドは、ステビア（Stevia rebaudiana Bertoni (1905)）の葉由来のジテルペン、ステビオールの配糖体であり、ステビア甘味料の主要成分の1つ。ステビアの葉にはこれまでに10種類の甘味物質が含まれていることが分かっているが、ほとんどの場合ステビオシドが最大の割合を占める。より広義には、ステビアの葉から抽出によって得られるこれらの甘味物質の混合物をステビオシドと呼ぶこともある。ステビオール配糖体はEUにより食品添加物としてE番号 E960 を付与されている。
まつげの細胞においてホメオボックス遺伝子Msx2という転写因子の発現を亢進させることも知られる。

## 化学構造

ステビオシドのアグリコン、ステビオールの構造式

ステビオシドは、ジテルペンent-カウラン4員環骨格のC-18位のカルボキシ基がD-グルコピラノースの1β-ヒドロキシ基とエステル結合し、C-13位のヒドロキシ基がソホロースとグリコシド結合した構造を持ち、酵素によりアグリコンであるステビオールとグルコース3分子に分解される。

## 特性
精製されたステビオシドは、粉砂糖に似た白から薄黄色を呈する微粉末である。用途に応じて粘度の高いものから低いものまでさまざまな溶液が用いられる。溶液は透明で、無色から淡い黄色がかった色を呈する。

### 甘味料としての性質
以下のようなさまざまな要因によって甘味度のふれ幅は大きく、スクロースの約70倍から450倍の甘味を示す。
- 混合物中の個々の甘味物質の割合
- 純度（総質量のうちすべての甘味物質が占める割合）
- 調製されたpH
- 調製時の最高温度（温度が高いほど、甘味は薄れる）

理想的には、ステビオシドが呈する味は、基準物質である砂糖とほぼ同じである。量が適切ならば、強く純粋な甘味を呈し、砂糖よりも若干味が持続する。一方で量が多すぎると、不快な苦味を呈する。適量でも苦味や後味が発生し、品質が低下することがある。
ステビオシドにはカロリーがほとんどなく、飲料などに添加しても発酵を引き起こさず、虫歯や歯垢を抑制する。およそ200 °Cまでの耐熱性があるため、煮沸・焼成にも耐える。酢漬けやマスタードなどにも調味料として添加される。依存性はない。
85%~99.99%の純度のものが入手可能であるが、消費者向け製品の純度は通常90%~95％である。不純物は他の植物成分と残留水分から成る。葉抽出物のままの状態では、生育条件や栽培種により比率は異なるが乾燥質量に対して4%~20%を占める（他の甘味物質も含む）。

### 甘味料混合物の成分
| ステビオール配糖体   | 分子式    | L(H2O) /g/l (@25 °C) | 甘味度 （スクロース = 1） |
| -------------------- | --------- | -------------------- | ------------------------- |
| ズルコシド           | C38H60O17 | 5.8                  | 0 30                      |
| レバウジオシドA      | C44H70O23 | 8.0                  | 200～300                  |
| レバウジオシドB      | C38H60O18 | 1.1                  | 150                       |
| レバウジオシドC      | C44H70O22 | 2.1                  | 0 30                      |
| レバウジオシドD      | C50H80O28 | 1.0                  | 221                       |
| ステビオールビオシド | C32H50O13 | 0.3                  | 0 90                      |
| ステビオシド         | C38H60O18 | 1.25                 | 150～250                  |

ステビア葉抽出物中に含まれる主要な甘味物質としては、ステビオシド（5%〜10%）、レバウジオシドA（2%〜4%）、レバウジオシドC1%〜2%）、ズルコシドA（0.2%〜0.7%）、レバウジオシドB,D-F、ステビオールビオシドが挙げられる。
広義のステビオシドは個々の甘味物質の割合が大きくばらつき、品質・味もその影響を受ける。中でもレバウジオシドAの甘味度が最大でショ糖比およそ450倍を示し、味も最も良い。

## 毒性
欧州食品安全機関の専門家委員会、ANSが長期にわたる多数の研究を検討した結果、ステビオール配糖体には遺伝毒性および発がん性はみられず、ヒトの生殖能力や生殖器官に悪影響もみられなかった。ただし、炎症性腸疾患やアレルギーのある個人に対するリスクはいまだ評価不能とされる。
ステビオール配糖体はハムスターに大量投与すると急性腎不全を引き起こし、致死量は中央値で体重比5.2 g/kgとされるが、ハムスターの代謝経路はヒトとは異なることに注意が必要である。ラットに対するステビオシドの潜在的な毒性と発がん性を2年間にわたり調査した研究によれば、ヒトの一日摂取許容量は体重比7.9 mg/kgとされる。国際連合食糧農業機関および世界保健機関傘下の専門家委員会、FAO/WHO合同食品添加物専門家会議は2008年6月、ステビオシドの一日摂取許容量を体重比4 mg/kgと定めている。
同委員会による、2006年発表のステビア抽出物を動物とヒトで試験した追跡調査では、ステビオシドおよびレバウジオシドAにはin vitroでもin vivoでも遺伝毒性はみられず、ステビオールおよびその誘導体のいくつかにはin vitroで遺伝毒性がみられたもののin vivoではみられないことを報告している。この研究では、発がん性を示す証拠も見つかっていない。あわせて、ステビオシドが高血圧症および2型糖尿病患者に対する健康増進効果を示す可能性も示唆されているが、投与量の確定にはさらなる研究を要する。
ラットでの研究結果には、一貫性がみられない。

## 許認可状況
2010年4月14日、欧州食品安全機関はステビオール配糖体が無害であるとするレビューを発表した 。2011年12月2日、EUはステビオール配糖体のいくつかの食品カテゴリーに対する甘味料としての使用を認可した。ただし、それ以前もフランス（一時承認）やドイツ（裁判所の決定によりヨーグルトなどの食品向け販売が承認された）などの個々の国での認可されていた場合もある。
2011年末以前、ノベルフード規制の枠組みにより2000年に開かれたEU委員会で、ステビオシドおよび乾燥葉を含むステビア植物体の食品添加物としての販売は禁止されていた。この決定は、欧州食品科学委員会(SCF)が1999年6月17日に発表した、ステビオシドに関する安全性研究は無害であることを証明するには不十分であると述べた声明に基づく。
ステビア抽出物およびステビオシドの甘味料としての使用は、スイス、ブラジル、韓国、日本などの国でもEUよりも先に認可されている。アメリカでは、ステビオシドの甘味料としての食品への使用は、甘味料の発がん性の可能性に関する懸念から、1991年に食品医薬品局(FDA)によって完全に禁止された。その後、1995年に栄養補助食品としての販売が承認され、2008年に食品添加物としての限定使用が承認された。